# 庄桥街道
庄桥街道是中华人民共和国浙江省宁波市江北区下辖的一个街道，辖区面积35.3平方公里，因庄桥而得名:62。

## 历史
东周时期便有人类居住，秦至唐初属句章县，唐武德四年（621年）属鄞州，武德八年（625年）属鄮县，开元二十六年（738年）属慈溪县，宋至清时属德门乡右戌溪里，1919年属庄桥区，1936年庄桥区下辖庄桥镇、洋墅镇、费市镇、洪塘镇、裘市镇、狮山乡、灵阳乡、汶溪乡，1945年设庄桥镇、费市镇，1950年4月庄桥镇分出洋墅乡，6月灵阳乡分出费市乡，1951年7月庄桥镇分出庄桥乡，1953年6月庄桥乡并入庄桥镇，1954年10月划归宁波市，其中费市乡、洋墅乡划归余姚县，11月设立庄桥机场特区，下辖庄桥镇、姜颜乡、灵阳乡、新和乡，1956年2月姜颜乡并入庄桥镇，1958年9月庄桥镇、新阳乡、北郊乡合并设立庄桥人民公社，1959年7月庄桥管理区改为庄桥镇，1960年1月庄桥人民公社（包括庄桥镇）并入甬江人民公社，11月分为庄桥人民公社、甬江人民公社，1961年5月改为甬江公社、庄桥公社、洪塘公社、洋墅公社、费市公社，1963年2月重新设立庄桥镇，1983年12月庄桥公社、费市公社改为庄桥乡、费市乡，1984年1月属江北区，9月庄桥乡并入庄桥镇，1990年10月原洋市乡东邵村、西邵村、袁陈村、谢家村划入庄桥镇，1992年5月费市乡并入庄桥镇，2004年6月撤镇设立庄桥街道:3、62、405:87-88，2020年6月江北大道以南部分辖区明确为以洋市中心河东侧岸线为基准。

## 行政区划
庄桥街道共辖13个社区和25个行政村，分别是：
河东社区、河西社区、广厦社区、广庭社区、天水社区、天合社区、费市社区、马径社区、镇北社区、袁陈社区、镇南社区、上邵社区、火车站社区、孔家村、葛家村、李家村、马径村、西卫桥村、童家村、姚家村、东邵村、西邵村、袁陈村、谢家村、颜家村、邵家村、冯家村、费市村、居陆村、灵山村、胡家村、苏冯村、上邵村、邵余村、应家村、洪家村、联群村和塘民村。

## 交通
- 萧甬铁路、杭甬客运专线、白沙支线：庄桥站
- 宁波轨道交通4号线：庄桥火车站、丽江路站